# Bernd Stange
Bernd Walter Stange, född 14 mars 1948 i Gnaschwitz, Tyskland, är en tysk (tidigare östtysk) fotbollstränare och före detta fotbollsspelare. Han har varit förbundskapten för bl.a. Östtyskland, Irak och Singapore.

## Fotnoter
1. ↑  transfermarkt.com, transfermarkt.com tränar-ID: 243, läst: 4 april 2022.[källa från Wikidata]